# أودور آفا أولافسدوتير
أودور آفا أولافسدوتير (مواليد عام 1958)، هي أستاذة تاريخ الفن، وكاتبة روائية وشاعرة ومسرحية أيسلنديية. حصلت على جائزة مجلس الشمال للأدب عن روايتها «Hotel Silence» في عام 2018 و«جائزة Médicis» الأجنبية لملكة جمال أيسلندا في عام 2019.
ولدت أوور آفا أولافسدوتر عام 1958 في ريكيافيك. درست تاريخ الفن في جامعة السوربون، باريس، فرنسا.

## من مؤلفاتها المترجمة للعربية
- رواية: «أمطار الخريف».[5]
- رواية: «فندق الصمت».[6]

## روابط خارجية
- باللغة الإسبانية Info
- باللغة الإنجليزية literature.is